# Пичигуйяха
Пичигуйяха (устар. Пичугуй-Яха) — река в Ямальском и Приуральском районах Ямало-Ненецкого АО. Устье реки находится на 124-м км правого берега реки Обь (Надымская Обь). Длина реки 29 км, в 10 км по правому берегу впадает приток Пензяяха.

## Данные водного реестра
По данным государственного водного реестра России относится к Нижнеобскому бассейновому округу, водохозяйственный участок реки — Обь от города Салехард и до устья, речной подбассейн реки — бассейны притоков Оби ниже впадения Северной Сосьвы. Речной бассейн реки — (Нижняя) Обь от впадения Иртыша.